# Leucoloma cuneifolium
Leucoloma cuneifolium är en bladmossart som beskrevs av John Wright 1888. Leucoloma cuneifolium ingår i släktet Leucoloma och familjen Dicranaceae. Inga underarter finns listade i Catalogue of Life.